# Szemere
Szemere is een plaats (község) en gemeente in het Hongaarse comitaat Borsod-Abaúj-Zemplén. Szemere telt 390 inwoners (2001).